# Luiz Rodrigues Wambier
Luiz Rodrigues Wambier é um jurista brasileiro, professor de Direito Processual Civil.

## Biografia
Advogado, com intensa atuação no Superior Tribunal de Justiça e no Supremo Tribunal Federal. Sócio da firma Wambier, Yamasaki, Bevervanço & Lobo Advogados, Doutor em Direito Processual Civil pela Pontifícia Universidade Católica de São Paulo (PUC-SP). Formado pela Universidade Estadual de Ponta Grossa (UEPG) em 1977, é Mestre em Direito pela Universidade Estadual de Londrina em 1989 e Doutor em Direito pela PUC-SP em 1996. Foi professor no curso de mestrado em direito da Universidade de Ribeirão Preto (UNAERP), assim como nos cursos de graduação, especialização e mestrado da UEPG. Atualmente, é professor no programa de mestrado do IDP (Instituto Brasiliense de Direito Público, atual Instituto Brasileiro de Ensino Desenvolvimento e Pesquisa, em Brasília.
É membro efetivo do Instituto dos Advogados Brasileiros (IAB), membro honorário da Associação Brasiliense de Direito Processual Civil, membro da ABDPro - Associação Brasileira de Direito Processual, membro da Academia Paranaense de Letras Jurídicas e da Academia de Letras dos Campos Gerais. 

## Livros publicados
- Liquidação do dano
- Tutela jurisdicional das liberdades públicas
- Breves comentários à 2ª Fase da Reforma do Código de Processo Civil, em co-autoria com Teresa Arruda Alvim
- Reforma do Judiciário: primeiras reflexões sobre a Emenda Constitucional n. 45/2004, Organizador, com Teresa Arruda Alvim, Luiz Manoel Gomes Jr., Octávio Campos Fischer e William Santos Ferreira
- Sentença civil: liquidação e cumprimento – 3ª edição
- Breves comentários à nova sistemática processual civil 2 – 2ª edição, em co-autoria com Teresa Arruda Alvim e José Miguel Garcia Medina
- Constituição e Processo, Organizador com Fredie Didier Jr. E Luiz Manoel Gomes Jr.
- Execução Civil: estudos em homenagem ao Professor Humberto Theodoro Júnior, Organizador, com Ernane Fidélis dos Santos; Nelson Nery Jr. e Teresa Arruda Alvim
- Curso avançado de processo civil – vol. I (17ª Edição)
- Curso avançado de processo civil – vol. II (17ª Edição)
- Curso avançado de processo civil – vol. III (16ª Edição)
- Curso avançado de processo civil – vol. IV (16ª Edição)

## Publicação de capítulos em obras coletivas
- Direito de família
- Repertório de jurisprudência e doutrina sobre liminares
- Repertório de jurisprudência e doutrina - atualidades sobre liquidação de sentença
- Aspectos polêmicos e atuais do recurso especial e do recurso extraordinário
- Aspectos polêmicos da antecipação de tutela
- Processo de execução e assuntos afins
- Licitações e contratos administrativos – temas atuais e controvertidos
- Aspectos polêmicos e atuais dos recursos cíveis e de outras formas de impugnação às decisões judiciais
- Direito processual – inovações e perspectivas (Estudos em homenagem ao Ministro Sálvio de Figueiredo Teixeira)
- La tutela de los derechos difusos, colectivos e individuales homogéneos – Hacia un Código Modelo para Iberoamerica, México, 2003, Editorial Porrúa.
- Aspectos polêmicos e atuais sobre os terceiros no processo civil e assuntos afins
- Direito empresarial & cidadania – questões contemporâneas
- Estudos em homenagem à Professora Ada Pellegrini Grinover
- Reforma do judiciário: primeiras reflexões sobre a Emenda Constitucional n. 45/2004
- Processo de execução: temas polêmicos e atuais
- Estudos de direito processual civil: homenagem ao Professor Egas Moniz de Aragão
- Processo e Constituição: estudos em homenagem ao Professor  José Carlos Barbosa Moreira
- A reforma do Poder Judiciário
- Execução civil: estudos em homenagem ao Professor Paulo Furtado
- Aspectos polêmicos da nova execução 3: de títulos judiciais: Lei 11.232/2005
- Nova sistemática processual civil
- Anuário de produção intelectual 2006
- Direito e processo: estudos em homenagem ao Desembrgador Norberto Ungaretti
- Direito processual coletivo e o Anteprojeto de Código Brasileiro de Processo Coletivo
- Processo civil: aspectos relevantes, v. 2: estudos em homenagem ao Prof. Humberto Theodoro Júnior
- Constituição e processo
- Execução civil: estudos em homenagem ao Professor Humberto Theodoro Junior
- Temas de execução civil: estudos em homenagem ao Professor Donaldo Armelin
- Execução civil e cumprimento da sentença
- Instrumentos de coerção e outros temas de Direito Processual Civil: estudos em homenagem aos 25 anos de docência do Professor Dr. Araken de Assis
- Anuário de produção intelectual 2007
- Direito civil e processo – estudos em homenagem ao Professor Arruda Alvim